# 겐오 (연호)
겐오(元応, げんおう)는 일본의 연호(元号) 중 하나이다.
- 전후 : 분포(文保) 이후 - 겐코(元亨) 이전.
- 시기 : 1319년 ~ 1320년
- 천황 : 고다이고 천황
- 쇼군 : 가마쿠라 막부의 모리쿠니 친왕
- 싯켄 : 호조 다카토키

## 개원(改元)
- 분포 3년 4월 28일(율리우스력 1319년 5월 18일), 고다이고 천황 즉위에 맞춰 개원.
- 겐오 3년 2월 23일(율리우스력 1321년 3월 22일), 겐코로 개원된다.

## 출전
『구당서』의 「陛下富教安人、務農敦本、光復社稷、康済黎元之応也」.

## 서력과의 대조표
| 겐오 | 원년   | 2년    | 3년    |
| ---- | ------ | ------ | ------ |
| 서력 | 1319년 | 1320년 | 1321년 |
| 간지 | 기미   | 경신   | 신유   |

## 같이 보기
- 일본의 연호 일람

| 이전 분포 | 일본의 연호 1319년 ~ 1321년 | 다음 겐코 |